# Villallano
Villallano ist ein spanischer Ort in der Provinz Palencia der Autonomen Gemeinschaft Kastilien und León. Der Ort gehört zu Pomar de Valdivia, er liegt westlich vom Hauptort der Gemeinde. Villallano ist über die Straße PP-6201 zu erreichen.

## Sehenswürdigkeiten
- Kirche Santa María, erbaut im 17. Jahrhundert, mit einem Portal des spätromanischen Vorgängerbaus
- Ermita Nuestra Señora de los Remedios